# La Femme
La Femme (c фр. Женщина) — французский музыкальный коллектив, играющий в жанрах психоделического рока и панк-рока.
Группа создана клавишником Марлон Магне и гитаристом Сашей Гот в Биаррице в 2010 году. Позже присоединились и другие участники, такие как: барабанщик Ноэ Дельмас, бас-гитарист Сэм Лефевр, и Лукас Нуньес из Парижа. Группа получила название La Femme. С главной вокалисткой, фр. Clémence Quélennec, коллектив познакомился в интернете. Другие участники группы: Клара Лучане, Джейн Пейнот и Марилу Чоллет.
Музыку группы описывают как синтетическую и гипнотическую и часто называют миксом холодной волны, панка и йе-йе. На музыкальный стиль группы повлияли The Velvet Underground и Kraftwerk.

## Дискография

### Альбомы
- Psycho Tropical Berlin (2013)
- Mystère (2016)
- Paradigmes (2021)
- Teatro Lúcido (2022)
- Paris-Hawaï (2023)
- Rock Machine (2024)

### Мини-альбомы
- La Femme EP (2010)
- Le podium #1 (EP) (2011)
- La Femme (2013)
- Runway (EP) (2018)

### Синглы
- "Sur la planche" (2013)
- "Sphynx" (2016)
- "Où va le monde ?" (2016)
- "Septembre" (2016)
- "Orgie de gobelins sous champignons hallucinogènes" (2018)
- "L'hawaïenne" (2019)
- "Paradigme" (2020)
- "Cool Colorado" (2020)
- "Disconnexion" (2020)
- "Foutre le bordel" (2021)
- "Le jardin" (2021)
- "Le sang de mon prochain" (2021)
- "Trop de peine" (2021)
- "Sacatela" (2022)
- "Strike" (2023)

### Прочее
- 2011: "From Tchernobyl with Love"
- 2012: "La Planche"
- 2012: "Télégraphe"